# Galo cisalpino
El galo cisalpino era una lengua de tipo celta hablada en las zonas del norte de Italia y el sur de Suiza por los antiguos pueblos pertenecientes a la etnia de los galos cisalpinos, como los ínsubres, los cenómanos y los senones, pueblos de origen indoeuropeo, descendientes de la cultura de Golasecca, que a partir del siglo V recibieron la influencia cultural de los galos que invadieron las regiones del norte de Italia.
Las inscripciones del celta galo cisalpino se combinan frecuentemente con inscripciones en lepóntico bajo el término «restos de lengua celta al norte de Italia». Mientras que es posible que los leponcios fueran autóctonos de la Italia septentrional desde finales del II milenio a. C., se sabe por fuentes antiguas que los galos invadieron en varias ocasiones las regiones al norte del río Po desde el siglo V a. C.

## Clasificación

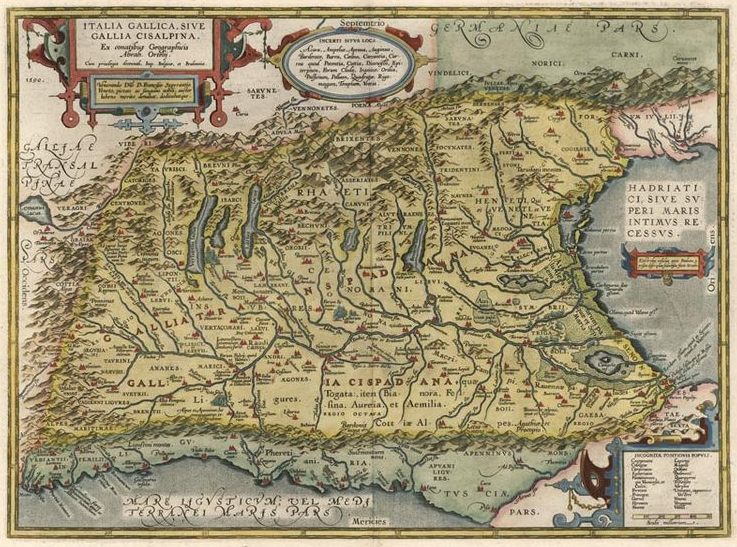
El galo cisalpino fue una lengua celta hablada en la Galia Cisalpina, también conocida como Galia Citerior, la parte de la Galia que abarcaba el norte de Italia.

Es muy probable que los galos cisalpinos aprendieran el arte de la escritura de sus vecinos leponcios, adaptando muchas de sus peculiaridades ortográficas y utilizando el mismo tipo de alfabeto derivado del etrusco. Hasta la fecha, existen relativamente pocas inscripciones y hallazgos en lengua gala cisalpina, y muchas de ellas no superan una o dos palabras. Entre ellas destaca una lápida funeraria hallada en Briona (Novara) en 1864, y datada en torno al siglo II a. C., en la que se lee:
Tanotaliknoi Kvitos Iekatos Anokopokios Setvpokios Esanekoti anarevis'eos tanotalos karnitvs
Su significado puede traducirse así: «Los hijos de Dannotalos, los legatus Quintus y Anokmopokios, y Setupokios hijo de Esankedoto, el muy sabio, colocaron [esta piedra] en memoria de Dannotalos». Es costumbre clasificar como inscripciones del galo cisalpino todas las que se encuentran a una distancia superior a 50 kilómetros de la ciudad de Lugano, ya que dentro de ese radio se considera que ya forman parte de la lengua lepóntica.
En la actualidad existe un debate en los círculos lingüísticos entre quienes sostienen que el ínsubre no es más que un dialecto del galo o si, por el contrario, se trata de una evolución histórica del lepóntico. En cualquier caso, el término galo cisalpino se utiliza para referirse no tanto a una lengua única como a un sistema lingüístico homogéneo contrapuesto a las lenguas galas transalpinas, es decir, las lenguas celtas habladas más allá de los Alpes.

## El lepóntico comparado con el galo cisalpino

### Características comunes (diferentes al galo transalpino)
En comparación con el galo transalpino, el galo cisalpino y el galo lepóntico tienden a adoptar las siguientes formas:
| L    | GC   | GT  |                                                                                     |
| ---- | ---- | --- | ----------------------------------------------------------------------------------- |
| nn   | nn   | *nd | *ande- > -ane-, *and(e)-are- > an-are-, ?*and-o-kom- > ano-Ko-                      |
| nt   | nt   | *nt | *kom-bog(i)yos > -Ko-PoKios, Quintus → KuiTos, *arganto- > arKaTo-, *longam > loKan |
| s(s) | s(s) | *χs | *eχs > es como en es-aneKoti, es-oPnos                                              |

### Diferencias entre galo cisalpino y lepóntico
| L               | GC      | |
| --------------- | ------- | --- |
| *-m#            | -n#     | Terminaciones GC: TeuoχTonion, loKan L: Pruiam, Palam, uinom naśom (pero también en galo cisalpino PoiKam, aTom [o: atoś?], y la variación de uso de *-m# y *-n# a lo largo de la historia del galo) |
| -e              | -u      | Formación de palabras: terminación del pretérito de la tercera persona del sg./pl. en -u GC: karnitus(s) (en galo: karnitou) L: KariTe, KaliTe (pero también en galo transalpino dede)               |
| -alo- -ala- -al | -ikno/a | Sufijo patronímico (El sufijo lepóntico también está mezclado con el lepóntico posterior). |